# Robert F. Boyle
Robert Francis Boyle (10 de outubro de 1909 - 1 de agosto de 2010) foi um diretor de arte e designer de produção estadunidense. Durante a sua carreira, Boyle foi indicado quatro vezes para o Oscar de melhor direção de arte, mas nunca ganhou. Em 1997, recebeu o Prêmio Lifetime Achievement do Art Directors Guild e foi reconhecido em 2008 pela Academia de Artes e Ciências Cinematográficas com um Oscar Honorário.

## Prêmios e indicações
| Ano  | Prêmio                                                       | Indicação                    | Resultado |
| ---- | ------------------------------------------------------------ | ---------------------------- | --------- |
| 1960 | Oscar de Melhor Direção de Arte                              | Intriga Internacional        | Indicado  |
| 1970 | Oscar de Melhor Direção de Arte                              | Uma Certa Casa em Chicago... | Indicado  |
| 1972 | Oscar de Melhor Direção de Arte                              | Um Violinista no Telhado     | Indicado  |
| 1973 | Primetime Emmy Award de Melhor Direção de Arte ou Cenografia | The Red Pony                 | Indicado  |
| 1977 | Oscar de Melhor Direção de Arte                              | O Último Pistoleiro          | Indicado  |
| 1997 | Art Directors Guild                                          | Prêmio pelo conjunto da obra | Venceu    |
| 2001 | Hollywood Film Awards                                        | Prêmio pelo conjunto da obra | Venceu    |
| 2002 | Big Bear Lake International Film Festival                    | Prêmio pelo conjunto da obra | Venceu    |
| 2008 | Oscar Honorário                                              | Prêmio pelo conjunto da obra | Venceu    |
| 2012 | Art Directors Guild                                          | Hall of Fame                 | Venceu    |